# Lophocorona
Infra-ordre
Super-famille
Famille
Genre
Lophocorona est un genre de petits lépidoptères (papillons) primitifs. Il regroupe six espèces, toutes endémiques d'Australie, dont les trois premières n'ont été découvertes qu'en 1973, et trois autres ont été décrites en 1996.
Les Lophocorona ont une position très isolée dans l'arbre phylogénétique des lépidoptères : ils constituent en effet l'unique genre de la famille des Lophocoronidae, de la super-famille des Lophocoronoidea et de l'infra-ordre des Lophocoronina.

## Liste des espèces
- Lophocorona astiptica Common, 1973
- Lophocorona commoni Nielsen & Kristensen, 1996
- Lophocorona flavicosta Nielsen & Kristensen, 1996
- Lophocorona melanora Common, 1973
- Lophocorona pediasia Common, 1973
- Lophocorona robinsoni Nielsen & Kristensen, 1996

## Systématique
L'infra-ordre des Lophocoronina, la super-famille des Lophocoronoidea, la famille des Lophocoronidae et le genre Lophocorona ont tous été créés par l'entomologiste australien Ian F. B. Common (d) (1917–2006).